# Günter Kutowski
Günter Kutowski (Paderborn, Alemania Federal, 2 de agosto de 1965) es un exfutbolista alemán que jugaba como defensa. Actualmente trabaja como agente de jugadores.

## Clubes
| Club                  | País     | Año       |
| --------------------- | -------- | --------- |
| Borussia Dortmund     | Alemania | 1984-1996 |
| TuS Paderborn-Neuhaus | Alemania | 1996      |
| Rot-Weiss Essen       | Alemania | 1996-1997 |
| Paderborn 07          | Alemania | 1997-2001 |

## Palmarés

### Campeonatos nacionales
| Título                | Club              | País             | Año  |
| --------------------- | ----------------- | ---------------- | ---- |
| Copa de Alemania      | Borussia Dortmund | Alemania Federal | 1989 |
| Bundesliga            | Borussia Dortmund | Alemania         | 1995 |
| Supercopa de Alemania | Borussia Dortmund | Alemania         | 1995 |
| Bundesliga            | Borussia Dortmund | Alemania         | 1996 |